# 松谷さやか (翻訳家)
松谷 さやか（まつや さやか、1937年4月8日 - ）は、日本のロシア児童文学の翻訳家。
父は児童文学作家、詩人の山本和夫で、母は同じく児童文学作家、翻訳家の山本藤枝である（旧姓：山本 さやか）。

## 略歴
東京都渋谷区生まれ。1961年早稲田大学大学院露文科修士課程修了。早稲田大学少年文学会出身。修士課程の後、児童図書出版専門の小峰書店勤務（1964年まで）を経て、ロシア児童文学の翻訳・研究に従事。

## 翻訳
- 「白いむく犬」（クプリーン、小学館、少年少女世界の名作文学 36(ソビエト編 4)） 1966
- 『ロシアのむかし話』（研秀出版、母と子の世界むかし話シリーズ） 1966
- 『静かなドン』（ショーロホフ原作、安井淡絵、岩崎書店、ジュニア版世界の文学） 1967
- 「ネズナイカ」（ノーソフ（英語版）原作、山本和夫文）「石の花」（バジョーフ、田島準子文）、小学館、少年少女世界の名作文学 37(ソビエト編 5） 1967
- 「詩」（チュッチェフ、小学館、少年少女世界の名作文学 34(ソビエト編 2)） 1968
- 『ビアンキのこども動物記 7 さむさむおじいさん』（牧野四子吉絵、理論社） 1969
- 『うそつきウサギ』（セルゲイ・V・ミハルコフ作、エフゲーニイ・M・ラチョフ画、大日本図書、カラー版子ども図書館） 1970
- 『狼犬カビク』（モーレー原作、清水勝絵、集英社、世界の動物名作） 1972
- 『偉大な王』（バイコフ、清水勝絵、集英社、世界の動物名作） 1973
- 『子どもの教育・子どもの文学』（マカレンコ、小桧山奮男共編訳、新読書社） 1973
- 『森の一匹ジカ』（ビアンキ原作、集英社、世界の動物名作） 1973
- 『一年生のどうぶつものがたり』（くりたやえこ絵、集英社、一年生の学級文庫） 1974
- 『ぬすまれたおひさま』（コルネイ・チュコフスキー作、ユーリイ・アレクセーヴィチ・ヴァスネッツオフ絵、らくだ出版デザイン、世界の絵本シリーズ ソ連編） 1975
- 『あいたたせんせい』（コルネイ・チュコフスキー原作、安泰絵、フレーベル館、キンダーおはなしえほん傑作選） 1976
- 『ググーツェの小さなぼうけん』（S・ワンゲリ、箕田美子画、童心社） 1977
- 『せむしの子馬』（エルショーフ（英語版）、主婦の友社、少年少女世界名作全集） 1977
- 「イワンのばか」（トルストイ、集英社、子どものための世界名作文学） 1978
- 『かますのめいれい』（アレクセイ・トルストイ、太田大八絵、集英社、こどものための世界名作童話） 1979
- 『いいってどんなこと?わるいってどんなこと?』（マヤコフスキー、キリロフ・ヴェ絵、新読書社、ソビエトの子どもの本シリーズ） 1981
- 『子ねこのチュッパが、とりをねらわないわけ』（チャルーシン文と絵、新読書社、ソビエトの子どもの本シリーズ） 1981
- 『七色の花』（ワレンチン・カターエフほか、講談社、世界のメルヘン14 ソビエト童話2） 1981
- 『ビアンキ動物記 7 しじゅうからのカレンダー』（理論社） 1981
- 『石の花』（バジョーフ原作、井江栄絵、集英社、少年少女世界の名作） 1982
- 『エメリヤンとふしぎなたいこ』（トルストイ、山野辺進絵、チャイルド本社） 1982
- 『こねずみとえんぴつ 12のたのしいおはなしとえのほん』（ステーエフ作・絵、福音館書店、幼児のためのおはなし集） 1982
- 『火のおどり子・銀のひづめ』（パーベル=バジョーフ、箕田美子絵、偕成社） 1982
- 『つぼのおうち ロシアのどうぶつ民話集』（ラチョフ画、新読書社） 1983
- 『町からきた少女』（ボロンコーワ、小学館、フラワーブックス） 1983
- 『おじいさんのおくりもの ロシアのむかしばなし』（田代三善絵、ひくまの出版） 1984
- 『かえるの王女 ロシアのむかしばなし』（タチャーナ・マーヴリナ、ほるぷ出版） 1984
- 『父へのひとり旅』（ウラジーミル・K・ジェレーズニコフ、理論社） 1985
- 『野ばと村の長ぐつぼうや』（スピリドン・ワンゲリ、スズキコージ画、福音館書店） 1985
- 『ロシアのむかし話』（金光せつ共編訳、偕成社文庫） 1985
- 『まほうつかいバーバ・ヤガー ロシア民話』（ナタリー・パラン絵、福音館書店） 1987
- 『フョードルおじさんといぬとねこ』（エドアルド・ウスペンスキー、スズキコージ画、福音館書店） 1988
- 『ころころまるパン・マーシャとくま』（講談社のおはなし絵本館） 1989
- 『なまけんぼう モルダビア(ソビエト)の民話』（イーゴリ・D・ビエル絵、ほるぷ出版） 1989
- 『イワン王子と火のとり 完訳ロシアのどうわ』（アファナーシェフ再話、ワレーリー・ワシーリエフ絵、偕成社） 1990
- 『クシカのぼうけん』（タチヤーナ・アレクサンドロワ、山内ふじ江画、福音館書店） 1991
- 『つむじ風のおくりもの / 十二月物語』（ブラートフ再話 / マルシャーク、講談社、講談社のおはなし童話館） 1991
- 『ぼくの家出作戦』（ユーリー=ソートニク、吉田純絵、講談社、青い鳥文庫）　1991
- 『みみずくとおじいさん』（ビアンキ原作、村上勉絵、ひさかたチャイルド） 1991
- 『北から南へ スラトコフの動物記』（ニコライ・スラトコフ、ニキータ・チャルーシン絵、福音館書店） 1992
- 『さかなのすみか』（ヴィタリー・ビアンキ、内田莉莎子共訳、理論社） 1992
- 『転校生レンカ』（ウラジーミル・カルポヴィチ・ジェレーズニコフ、中込光子共訳、H・ツェイトリン画、福音館書店]） 1992
- 『エメーリャとふしぎなさかな アファナーシエフ編『ロシア民話集』より』（ゲンナージー・スピーリン絵、講談社） 1993
- 『おおきなかぶ ロシアの昔話より』（おぼまこと絵、フレーベル館） 1994
- 『なぞなぞ100このほん』（M・ブラートフ採集、編訳、M・ミトゥーリチ絵、福音館書店） 1994
- 『ふたりのイワン ロシアの昔話』（I・カルナウーホワ再話、遠山繁年絵、偕成社） 1995
- 『かものむすめ ウクライナ民話（ウクライナ語版）』（オリガ・ヤクトーヴィチ絵、福音館書店） 1997ISBN 978-4834014549
- 『北の森の十二か月 スラトコフの自然誌』（ニコライ・スラトコフ文、ニキータ・チャルーシン絵、福音館書店）1997、のち文庫
- 『シーフカ・ブールカまほうの馬 ロシアの昔話』（M・ブラートフ再話、B・ディオードロフ絵、福音館書店） 1997
- 『ちいさなりょうしタギカーク アジア・エスキモーの昔話』（V・グロツェル, G・スネギリョフ再話、高頭祥八絵、福音館書店） 1997
- 『はりねずみかあさん』（M・ミトゥーリチ絵、福音館書店） 1999
- 『赤い花と美しい娘と怪物の物語』（セルゲイ・アクサーコフ、マイ・ミトゥーリチ絵、新読書社） 2000
- 『森からのてがみ』全3巻（N・スラトコフ、あべ弘士絵、福音館書店） 2000 - 2002
- 『笛ふきイワーヌシカ ロシアの昔話』（ミハイル・ブラートフ再話、ワレーリー・ワシーリエフ絵、偕成社） 2001
- 『ラルーシとひつじのぼうや』（サゾン・スラザーコフ、ベーラ・フレーブニコワ絵、福音館書店） 2001
- 『お日さまをみつけたよ』（M・ミトゥーリチ原案・絵、福音館書店） 2003
- 『金のさかな ロシアの民話』（アレクサンドル・プーシキン、ワレーリー・ワシーリエフ絵、偕成社） 2003
- 『ちいさなちいさなふね』（ステーエフ、福田岩緒絵、童心社） 2005
- 『イグアノドンとちいさなともだち』（V・ベレストフ詩、小野かおる絵、小学館） 2008
- 『ことりのゆうびんやさん』（ニコライ・スラトコフ、はたこうしろう絵、福音館書店） 2009
- 『うっかりもののまほうつかい』（エヴゲーニイ・シュワルツ作、オリガ・ヤクトーヴィチ絵、福音館書店） 2010
- 『海と灯台の本』（ウラジーミル・マヤコフスキー文、ボリス・ポクロフスキー絵、新教出版社） 2010
- 『イワーシェチカと白い鳥 ロシアの昔話』（I・カルナウーホワ再話、M・ミトゥーリチ絵、福音館書店） 2013

## 論文
- <松谷さやか